# Jakub Zych
Jakub Zych (ur. 17 stycznia 1842 w Chochołowie, zm. 5 czerwca 1917 w Rabce), polski duchowny katolicki, wieloletni proboszcz w Rabce, zasłużony dla budowy kościoła miejscowej parafii św. Marii Magdaleny.

## Życiorys
Pochodził z rodziny góralskiej. Od 1882 pracował jako proboszcz w Dziekanowicach koło Dobczyc, skąd w marcu 1896 przeszedł na probostwo w Rabce. Na swojej nowej placówce wznowił niebawem starania o budowę kościoła, rozpoczęte kilkanaście lat wcześniej przez ks. Józefa Durę. Dzięki pozyskaniu do idei miejscowego dziedzica Kazimierza Kadena, który wsparł proboszcza finansowo, starania zakończyły się powodzeniem.

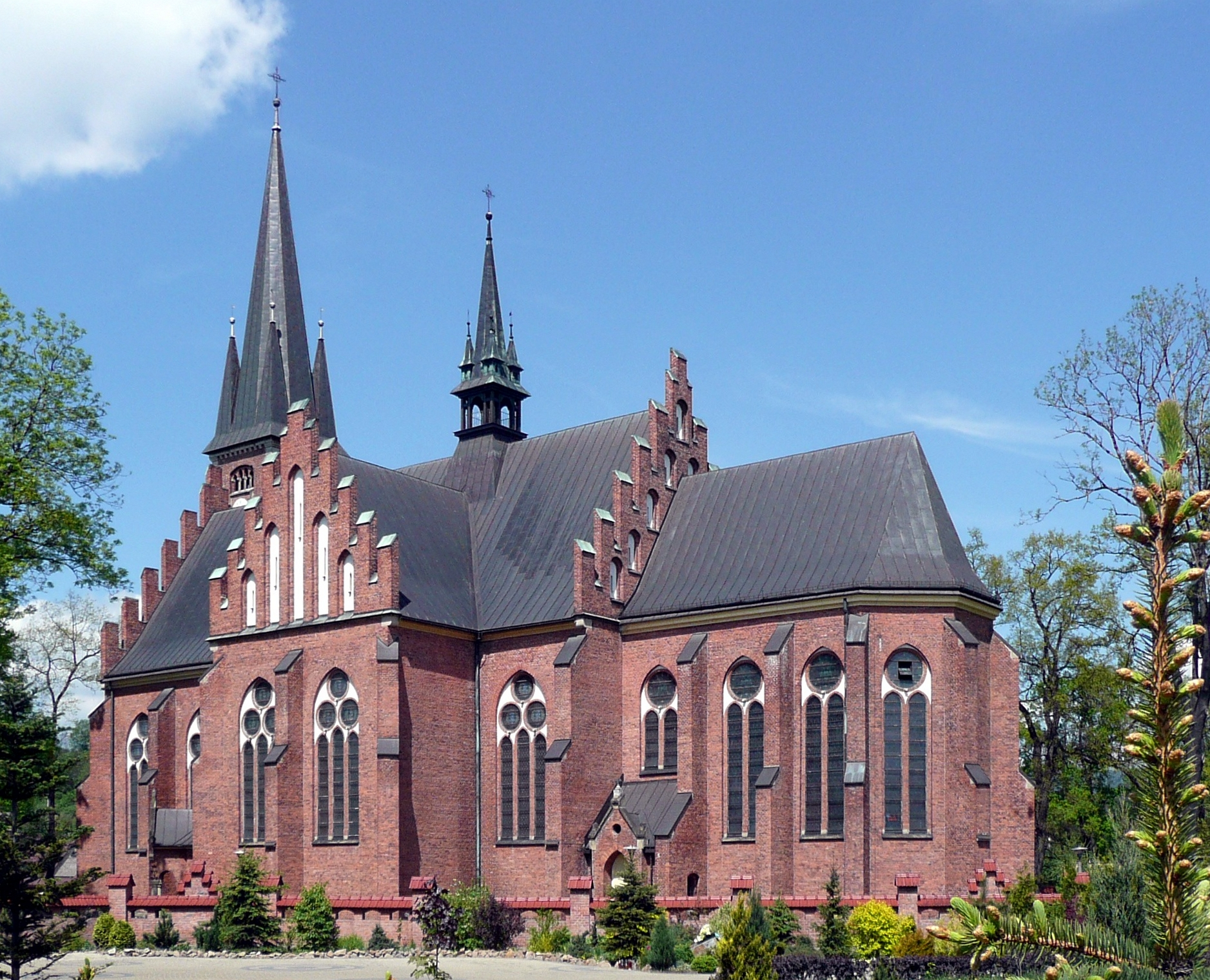
Kościół św. Marii Magdaleny w Rabce-Zdroju

Budowa kościoła parafii św. Marii Magdaleny przypadła na lata około 1902–1908. Kościół zaprojektował architekt Sławomir Nałęcz-Odrzywolski, a budową kierował krakowski budowniczy Kazimierz Zieliński. W efekcie ich prac powstała budowla neogotycka, o ścianach z cegły żywieckiej i cokole z piaskowca (oraz innych elementach kamiennych) oraz pokrytym miedzią dachu.
Proboszcz Zych, wyróżniony godnością kanonika w jednej z kapituł, nie dożył momentu konsekracji nowego kościoła. Zmarł w Rabce, pochowany został na starym cmentarzu parafialnym w Rabce, w kaplicy Zubrzyckich. Wizerunek księdza Zycha znajduje się w zakrystii kościoła św. Marii Magdaleny, obok portretów innych zasłużonych dla parafii proboszczów.